# Великий Сен-Бернар (перевал)
Великий Сен-Бернар (італ. Colle del Gran San Bernardo, фр. Col du Grand Saint-Bernard, Grosse Sankt Bernhard, застаріле: Mons Jovis чи Mont-Joux) — перевал у Пеннінських Альпах, який поєднує долину Рони у швейцарському кантоні Вале на висоті 2 469 м.н.р.м. із італійською долиною Аости та далі з італійським регіоном П'ємонт.

## Географія

### Маршрут
Перевал розташований по лінії північний схід — південний захід у Пеннінських Апьпах та має найвищу точку на висоті 2469 м.н.м. Через перевал проходить траса E27, поєднуючи швейцарське місто Мартіньї у верхній долині Рони, кантон Вале, з італійським містом Аоста у регіоні Валле-д'Аоста. Від Мартіньї траса 9 спускається до Лозанни, а від Аости траса A5 спускається до Турина. З півночі (швейцарської сторони) шлях до перевалу йде долиною річки Дранс (фр. Dranse) над Мартіньї, потім дикою та ізольованою долиною Антремон (фр. Val d'Entremont). Далі сучасна головна дорога проходить через гори тунелем Великий Сен-Бернар (1915 м.н.м.), з 1964 року далі зменшивши комерційне значення дороги через сам перевал (перше зменшення комерційного значення відбулося 1905 року із запуском залізничного тунелю Симплон у 100 км на схід).

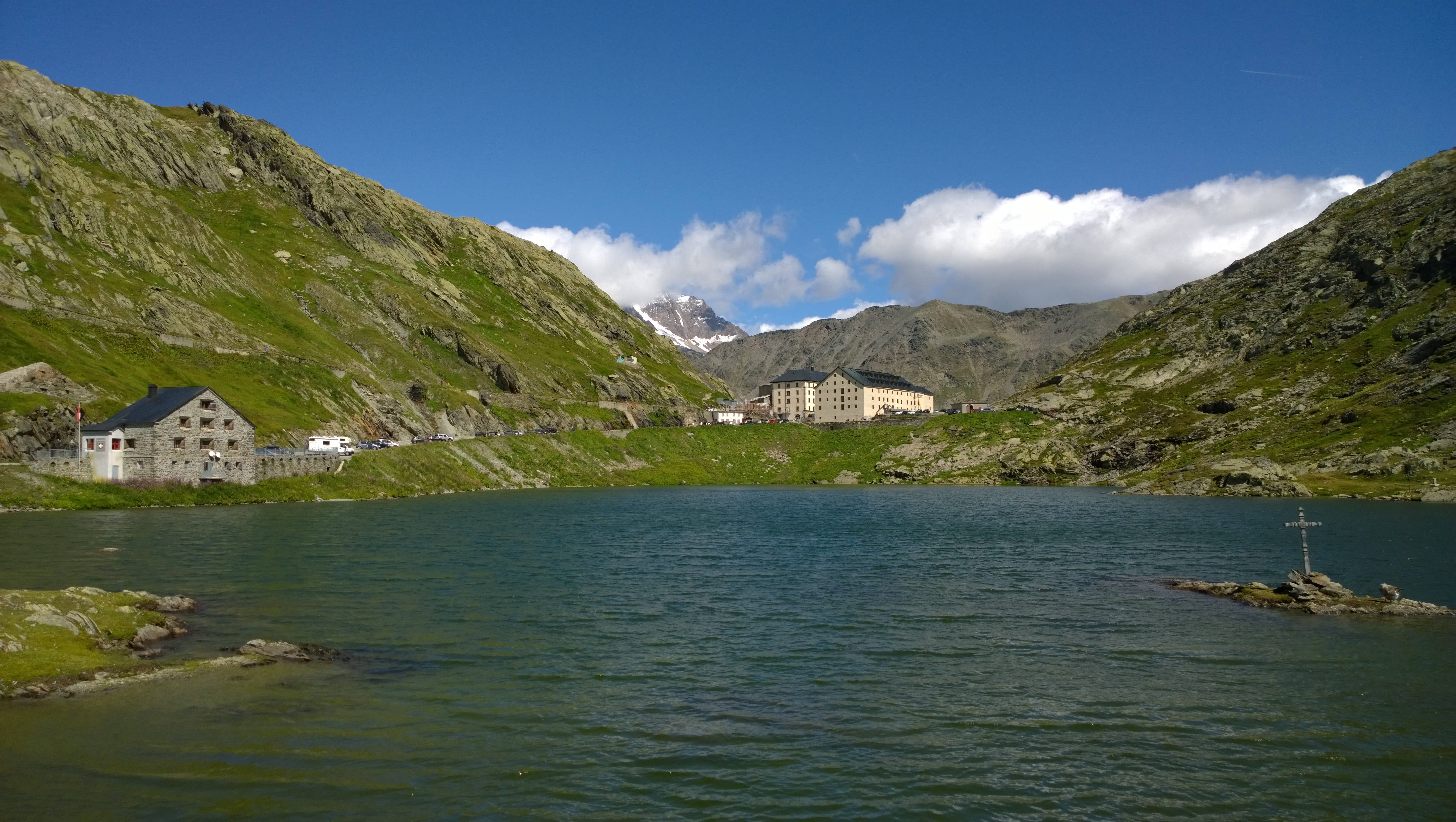
Вид на перевал та госпіс на італійській частині, зліва — будівля швейцарської державної прикордонної служби AFD. На схилі над сучасною дорогою можна побачити залишки римської.

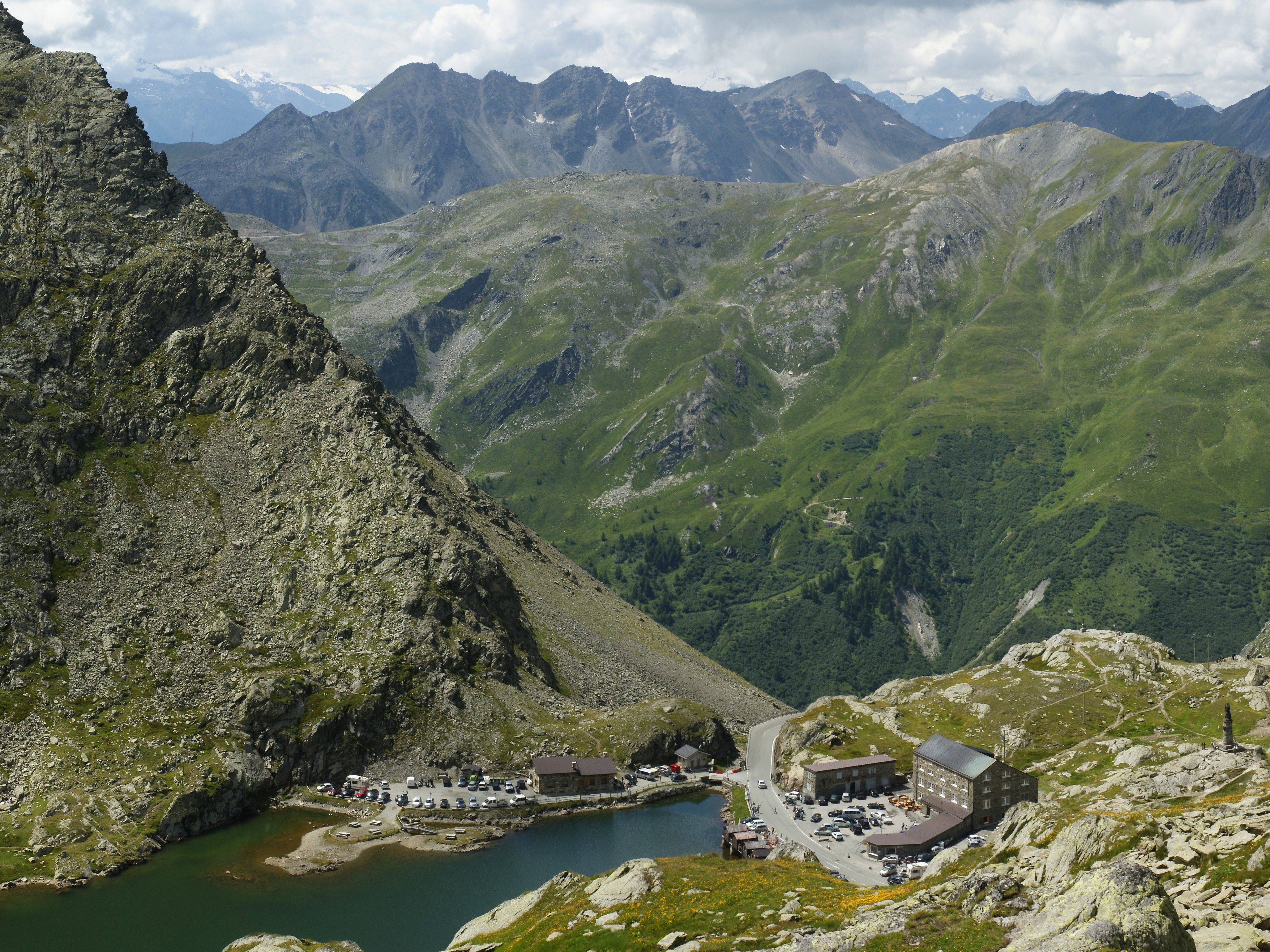
Вид на Італію з точки вище римської дороги. Справа видно статую Св. Бернара. Гори на задньому плані — масив Монблан, найвищий в Альпах

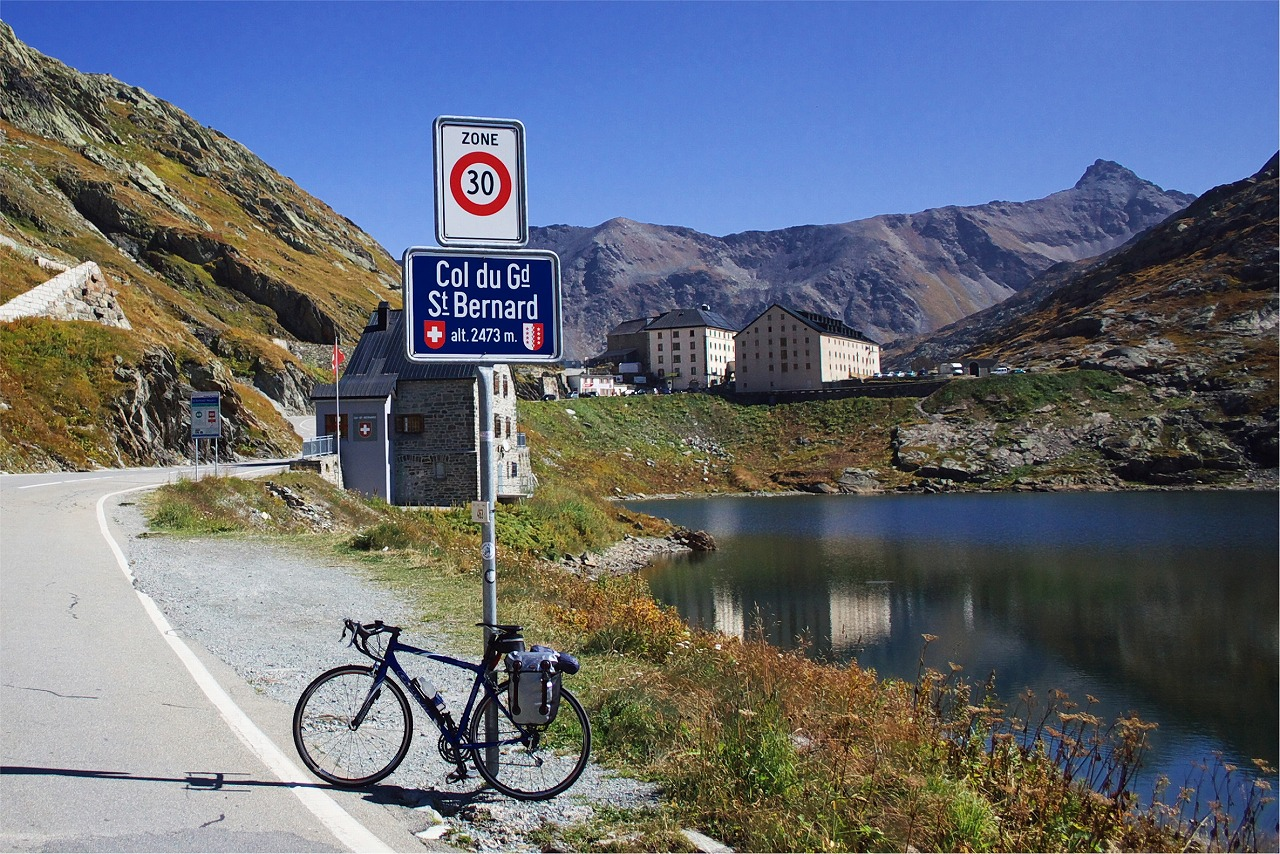
Вид на перевал від державного кордону Швейцарія-Італія

Значно вужча історична дорога піднімається до самого перевалу ще на 550 метрів у висоту та проходить через його найвищу точку у декількох сотнях метрів від кордону Швейцарія — Італія; для проїзду перевал відкритий лише з червня по вересень. На південній стороні перевалу, водостік належить до басейну річки Артанаваз, яка тече до Аости.
Найвужча ділянка перевалу розташована між вершинами Гран-Шеналетт (фр. Grande Chenalette, 2 889 м.н.м.) та Мон-Морт (Mont Mort, 2 867 м.н.м.), під якою власне розташована шахта тунелю
Етапи велогонки Тур де Франс проходили через перевал 5 разів, чотири рази як підйом першої категорії та один раз (2009 року) як підйом «hors catégorie» (букв. «поза категорією», найвища складність).

### Погода
Зимою рівень снігового покрову може сягати 10 метрів, а температури падати до -30 °C. Карове озеро на перевалі замерзле 265 днів на рік. Нижче наведене узагальнення погодних даних за 1981—2010 роки.
| Клімат перевалу Великий Сен-Бернар         | Клімат перевалу Великий Сен-Бернар | Клімат перевалу Великий Сен-Бернар | Клімат перевалу Великий Сен-Бернар | Клімат перевалу Великий Сен-Бернар | Клімат перевалу Великий Сен-Бернар | Клімат перевалу Великий Сен-Бернар | Клімат перевалу Великий Сен-Бернар | Клімат перевалу Великий Сен-Бернар | Клімат перевалу Великий Сен-Бернар | Клімат перевалу Великий Сен-Бернар | Клімат перевалу Великий Сен-Бернар | Клімат перевалу Великий Сен-Бернар | Клімат перевалу Великий Сен-Бернар |
| Показник                                   | Січ.                               | Лют.                               | Бер.                               | Квіт.                              | Трав.                              | Черв.                              | Лип.                               | Серп.                              | Вер.                               | Жовт.                              | Лист.                              | Груд.                              | Рік                                |
| Середній максимум, °C                      | −4,4                               | −4,9                               | −3,2                               | −0,9                               | 3,7                                | 8,2                                | 11,5                               | 11,3                               | 7,5                                | 3,6                                | −1,5                               | −3,7                               | 2,3                                |
| Середня температура, °C                    | −7,2                               | −7,6                               | −5,8                               | −3,4                               | 1,1                                | 5,1                                | 8,1                                | 7,9                                | 4,5                                | 1,0                                | −4                                 | −6,4                               | −0,6                               |
| Середній мінімум, °C                       | −9,8                               | −10,2                              | −8,5                               | −5,9                               | −1,3                               | 2,2                                | 4,8                                | 5,0                                | 2,0                                | −1,3                               | −6,3                               | −8,9                               | −3,2                               |
| Середня кількість сонячних годин на місяць | 55                                 | 106                                | 151                                | 139                                | 149                                | 183                                | 212                                | 198                                | 160                                | 125                                | 67                                 | 25                                 | 1571                               |
| Норма опадів, мм                           | 232                                | 208                                | 215                                | 232                                | 213                                | 158                                | 135                                | 136                                | 143                                | 202                                | 248                                | 246                                | 2368                               |
| Днів з опадами                             | 13,6                               | 12,0                               | 14,3                               | 14,9                               | 16,0                               | 13,2                               | 12,0                               | 12,3                               | 10,9                               | 12,3                               | 13,3                               | 14,0                               | 158,8                              |
| Вологість повітря, %                       | 66                                 | 68                                 | 75                                 | 81                                 | 82                                 | 77                                 | 75                                 | 76                                 | 78                                 | 76                                 | 72                                 | 68                                 | 74                                 |
| ------------------------------------------ | ---------------------------------- | ---------------------------------- | ---------------------------------- | ---------------------------------- | ---------------------------------- | ---------------------------------- | ---------------------------------- | ---------------------------------- | ---------------------------------- | ---------------------------------- | ---------------------------------- | ---------------------------------- | ---------------------------------- |

### Флора та фауна
Перевал розташований високо над лінією лісу; все дерево, необхідне для будівництва чи опалення, привізне. На південному сході перевалу розташоване невелике карове озеро, озеро Великий Сен-Бернар, в яке стікають талі води з навколишніх гір. В озері риби не має і всі спроби його зарибити до цього часу були невдалими. Озеро замерзле понад 2/3 року, і в деякі роки навіть влітку не повністю розмерзалось.
На перевалі та довкола зафіксовані сотні видів альпійських квітів, серед них Gentiana clusii, Ranunculus glacialis, дріада восьмипелюсткова, незабудка, Saxifraga oppositifolia, також поширені мохи, а каміння вкрите лишайниками.

## Історія

### З давніх часів до Середньовіччя
Попри велику висоту над рівнем моря, перевал почав використовуватися вже з ранньої Залізної доби, про що свідчать знахідки на північних підходах. До початку Римської імперії він вже став одним з найважливіших перевалів через Альпи. Вперше відому особисту письмову згадку він отримав у праці Юлія Цезаря «De bello Gallico» III,1. Пізніше його згадували також римські та грецькі автори, наприклад Тит Лівій (Ab urbe condita V, 35, 2) та Страбон (IV, 6, 7). Однак до створення римської дороги за часів імператора Claudius шлях через перевал залишався в'ючною тропою. Його велике значення за часів Римської імперії в основному викликано тим, що він дозволяв прямий зв'язок північної Італії в Галлією над Рейном та не мав жодних важко прохідних ущелин на підході до перевалу, які, наприклад, існують при наближенні до Готтард.
На найвищій точці перевалу за римських часів стояв храм, який був присвячений місцевому (кельтському) богу Поеннію (лат. Poeninus), який римлянами був поєднаний з Юпітером у Iuppiter Optimus Maximus Poeninus в рамках їх традиції лат. Interpretatio Romana («римський переклад», традиція римської імперії оголошувати місцевих богів проявами римських). Через це ще у Середньовіччі перевал називали Мон-Жу (від лат. mons Iovis, гора Юпітера).
У Середньовіччі, крім його важливості для поїздок світських і духовних сановників, купців і хрестоносців з територій на північ від Альп до півночі Італії, перевал був також центральною частиною розгалуженої мережі паломницьких маршрутів з Франкської імперії і її держав-наступників в Рим (Франчіджена, лат. via francigena або нім. Frankenweg), які в цьому місці сходились, а далі знову розходились. Наприклад, він згаданий у детальному опису паломництва архієпископа Кентерберійського Сігеріха Серйозного 994 року.
Бл. 1050 року на найвищій точці перевалу Святим Бернардом Ментонським був заснований Госпіс на Великому Сен-Бернарі, звідки і утворилася сучасна назва перевалу. У госпісі була виведена порода сенбернар, спочатку як охоронці, а потім як собаки-рятівники жертв лавин. Тут жив і сенбернар Баррі, який врятував життя понад 40 людям та зробив породу всесвітньо відомою. Сьогодні розведення породи перенесено з перевалу в інше місце, але з туристичною метою кожного літа 10-15 собак піднімають на перевал.

### Новий час

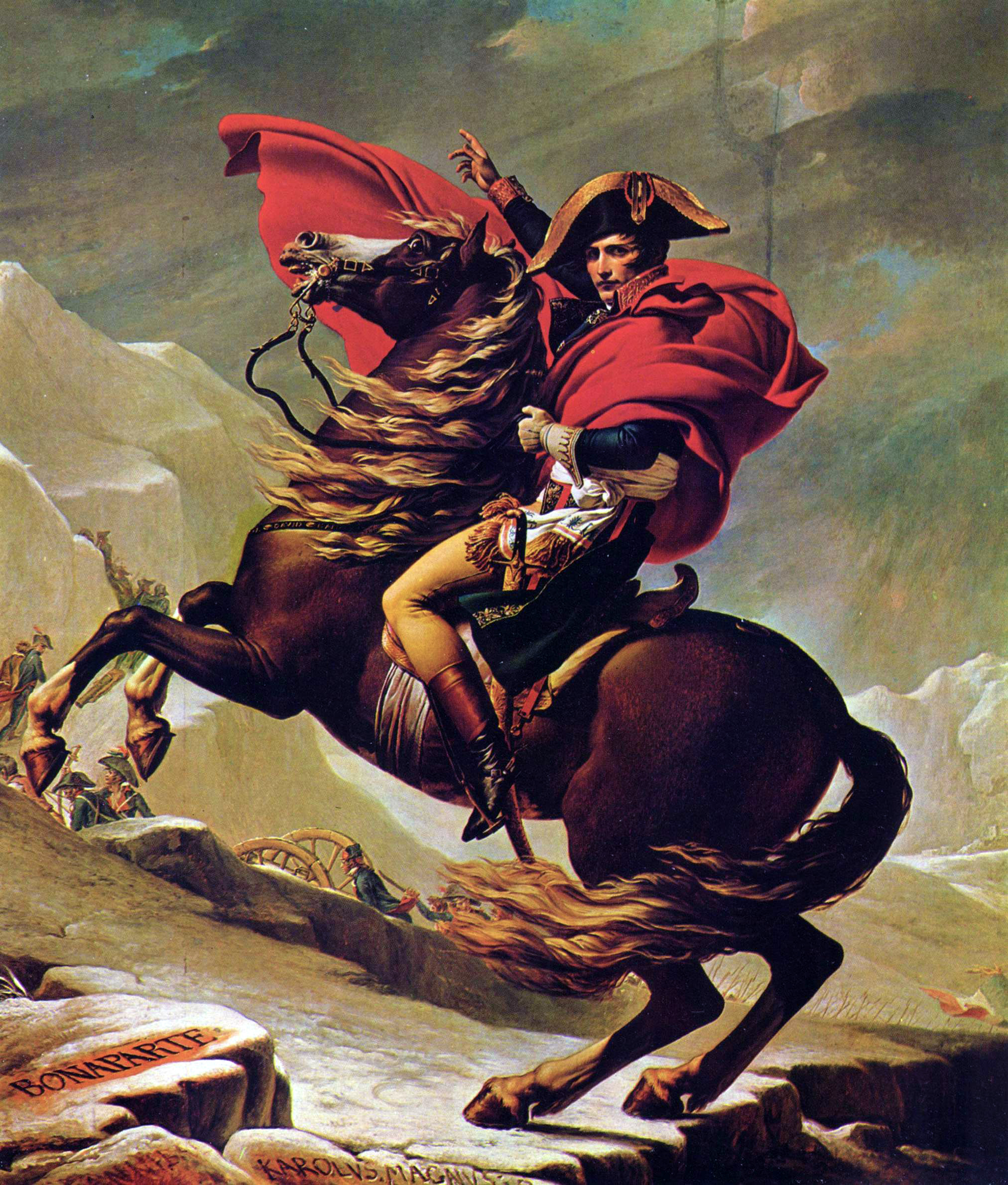
Жак-Луї Давід: Наполеон Бонапарт долає перевал Великий Сен-Бернар

У поході на Італію Наполеон I Бонапарт перейшов Альпи по перевалу Великий Сен-Бернар 14 травня 1800 року. Для нього було символічно перейти Альпи саме тут, оскільки на той час вважалось, що через цей перевал Альпи у давнину перейшов Ганнібал (сьогодні вважається малоймовірним).
1905 року через перевал була прокладена траса.
З 1940 року по 1990-ті роки перевал був південно-західною межею так званих Швейцарських Редутів — під'їзні шляхи на швейцарській стороні перевалу були відповідним чином забезпечені наземними перешкодами і бар'єрами проти потенційних нападників і могли бути додатково заблоковані артилерією.
Тривалий час перехід через Альпи у цьому місці був можливий лише в літні місяці, але з 1964 року маршрут став доступний цілий рік завдяки платному тунелю Великий Сен-Бернар довжиною 5,85 км, що проходить майже на 600 м нижче перевалу.